# Patince
Patince es un municipio del distrito de Komárno en la región de Nitra, Eslovaquia, con una población estimada a final del año 2024 de 533 habitantes.
Se encuentra ubicado al suroeste de la región, cerca de los ríos Danubio y Váh, y de la frontera con Hungría.

## Demografía
| Año        | 1994 | 2004    | 2014    | 2024     |
| ---------- | ---- | ------- | ------- | -------- |
| Población  | 436  | 450     | 471     | 533      |
| Diferencia |      | +3,21 % | +4,66 % | +13,16 % |

| Año        | 2023 | 2024    |
| ---------- | ---- | ------- |
| Población  | 536  | 533     |
| Diferencia |      | −0,55 % |